# Sárdula

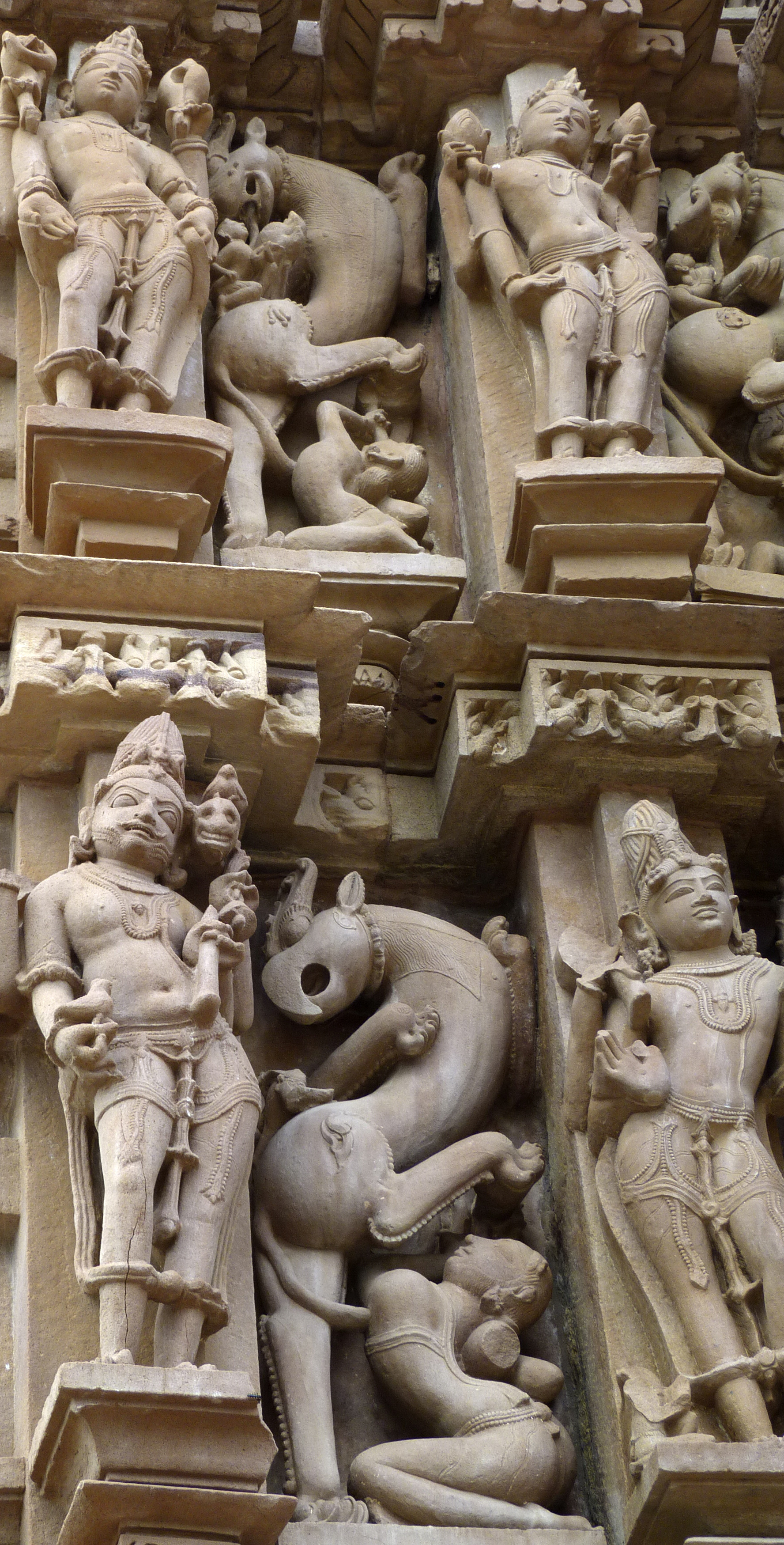
Sárdulas, animales fantásticos rampantes en los entrantes de los muros de los templos hindúes de Jayurajo.

Un sárdula o shardula, en la mitología hinduista, es un animal fantástico híbrido con cuerpo de felino, principalmente de león, que puede tener también cabeza de felino o de ave (por ejemplo, de loro). Equivale a una especie de grifo mitológico.
Aparece muy representado en las paredes de los templos de Khajuraho de la dinastía Chandela, donde alterna esculturalmente con dioses y diosas, amantes, guerreros, ascetas, ninfas celestiales o diferentes motivos de plantas trepadoras y motivos geométricos. 
En Orissa se les conoce como viala o vyalá. Si tiene cabeza de león, se le suele denominar Simha-virala. 
El sárdula suele ir montado por un caballero que hace referencia al iniciado que puede dominar la potencia de la naturaleza, mediante azotes que le hacen encabritarse.

## Personaje mitológico
Śārdūla, en la mitología hinduista, es también el señor de los demonios Danavás que venció a Dharma y llevó a Suvarná al inframundo. Entonces, Dharma y Agni, rogaron a Visnú que hiciese algo por ellos, por lo que éste cortó la cabeza de Sárdula y tomó a Suvarná para llevarla ante Sivá, que la abrazó muchas veces.
Para William Buck, es un demonio espía de Rávana, el rey de los demonios ráksasas.